# Landgericht Darmstadt (1853–1879)
Das Landgericht Darmstadt war ein Landgericht im Großherzogtum Hessen mit Sitz in Darmstadt und bestand von 1853 bis 1879.

## Gründung
Bei Einrichtung der Landgerichte im Großherzogtum 1821 entsprachen deren Bezirke immer einem Landratsbezirk oder dem Teil eines Landratsbezirks. Durch mehrere Verwaltungsreformen, 1832, 1848 und zuletzt 1852 sowie die Abschaffung der standesherrlichen Privilegien in der Revolution von 1848 hatten sich nicht nur die Bezeichnungen der Verwaltungsbezirke, sondern auch deren Grenzen geändert. Um das wieder anzugleichen, revidierte das Großherzogtum 1853 in den Provinzen Starkenburg und Oberhessen umfassend die Zuständigkeitsbereiche der Gerichte, wobei auch Gerichte aufgelöst und andere neu gebildet wurden. Eine der Neugründungen war das Landgericht Darmstadt zum 1. Juni 1853, in dem das Umland der Residenz Darmstadt in einem eigenen Gerichtsbezirk organisiert wurde. Das seit 1821 bestehende Stadtgericht Darmstadt, zuständig im Wesentlichen für die Stadt Darmstadt selbst, blieb davon unberührt.

## Bezirk
Der Gerichtsbezirk setzte sich zusammen aus:
| Gemeinde        | Herkunft                | Zugang | Abgang | Nach                     |
| --------------- | ----------------------- | ------ | ------ | ------------------------ |
| Arheilgen       | Landgericht Langen      | 1853   | 1879   | Amtsgericht Darmstadt II |
| Braunshardt     | Landgericht Langen      | 1853   | 1879   | Amtsgericht Darmstadt II |
| Eberstadt       | Landgericht Zwingenberg | 1853   | 1879   | Amtsgericht Darmstadt II |
| Eich            | Landgericht Zwingenberg | 1853   | 1879   | Amtsgericht Darmstadt II |
| Erzhausen       | Landgericht Langen      | 1853   | 1879   | Amtsgericht Darmstadt II |
| Eschollbrücken  | Landgericht Zwingenberg | 1853   | 1879   | Amtsgericht Darmstadt II |
| Gräfenhausen    | Landgericht Langen      | 1853   | 1879   | Amtsgericht Darmstadt II |
| Griesheim       | Landgericht Groß-Gerau  | 1853   | 1879   | Amtsgericht Darmstadt II |
| Hahn            | Landgericht Zwingenberg | 1853   | 1879   | Amtsgericht Darmstadt II |
| Messel          | Landgericht Langen      | 1853   | 1879   | Amtsgericht Darmstadt II |
| Nieder-Beerbach | Landgericht Zwingenberg | 1853   | 1879   | Amtsgericht Darmstadt II |
| Nieder-Ramstadt | Landgericht Reinheim    | 1853   | 1879   | Amtsgericht Darmstadt II |
| Ober-Ramstadt   | Landgericht Reinheim    | 1853   | 1879   | Amtsgericht Darmstadt II |
| Pfungstadt      | Landgericht Zwingenberg | 1853   | 1879   | Amtsgericht Darmstadt II |
| Roßdorf         | Landgericht Reinheim    | 1853   | 1879   | Amtsgericht Darmstadt II |
| Schneppenhausen | Landgericht Langen      | 1853   | 1879   | Amtsgericht Darmstadt II |
| Traisa          | Landgericht Reinheim    | 1853   | 1879   | Amtsgericht Darmstadt II |
| Waschenbach     | Landgericht Reinheim    | 1853   | 1879   | Amtsgericht Darmstadt II |
| Weiterstadt     | Landgericht Langen      | 1853   | 1879   | Amtsgericht Darmstadt II |
| Wixhausen       | Landgericht Langen      | 1853   | 1879   | Amtsgericht Darmstadt II |

## Ende
Mit dem Gerichtsverfassungsgesetz von 1877 wurden Organisation und Bezeichnungen der Gerichte reichsweit vereinheitlicht. Zum 1. Oktober 1879 hob das Großherzogtum Hessen deshalb die Landgerichte auf. Funktional ersetzt wurden sie durch Amtsgerichte. So ersetzte das Amtsgericht Darmstadt II das Landgericht Darmstadt. „Landgerichte“ nannten sich nun die den Amtsgerichten direkt übergeordneten Obergerichte. Das Amtsgericht Darmstadt II wurde dem Bezirk des Landgerichts Darmstadt zugeordnet.

## Personal
Am Beginn seiner beruflichen Laufbahn war August Weber, später Finanzminister in der Regierung des Großherzogtums Hessen, 1857/58 als Assessor Richter am Landgericht Darmstadt.